# 606 West 30th Street
606 West 30th Street ist ein Wolkenkratzer in Manhattan in New York City, Vereinigte Staaten. Der 42-stöckige Wohnturm ist nach seiner Adresse benannt.

## Beschreibung
Das Gebäude liegt an der West 30th Street zwischen der Eleventh Avenue und dem West Side Highway im Stadtteil Chelsea in Midtown Manhattan. Nordöstlich schließen sich direkt der Hudson-Yards-Komplex und die Parkanlage High Line an. Wenige hundert Meter westlich befinden sich der Hudson River Park und der Hudson River selbst. Die nächstgelegene Station der New York City Subway ist die in 300 Meter nördlich gelegene 34 Street–Hudson Yards, wo die Linie  verkehrt.
606 West 30th Street wurde im Auftrag des Bauherrn Lalezarian Properties von den Ismael Leyva Architects entworfen. Er bildet den „Tower B“ im Gebäudekomplex Block 675 und erhielt den Projektnamen „Block 675 Tower B“. Hudson 37 LLC ist Generalunternehmer des Grundstücks, auf dem mit dem „Tower A“ noch der 212 m hohe Wolkenkratzer 3Eleven entstand. Das Grundstück Block 675 wird im Norden durch die West 30th Street, im Süden durch die West 29th Street und im Osten durch die Eleventh Avenue begrenzt.
Die Bauarbeiten für 606 West 30th Street begannen Anfang 2020. Bis zum Sommer 2020 wurden das Unter- und Erdgeschoss errichtet. Nach anschließender kurzer Unterbrechung wurden die Bauarbeiten Ende 2021 fortgeführt und im Dezember 2023 beendet. Die Eröffnung fand im Frühjahr 2024 statt. Der Turm steht längs zur West 30th Street, ist 166,1 m (545 Fuß) hoch und hat 42 Stockwerke. Er hat eine Glasfassade und einen vierstöckigen Gebäudesockel, auf dem eine weitläufige Terrasse angelegt ist. An der Nordseite hat die Fassade auf halber Höhe einen sechs Etagen hohen, rechteckigen und etwas zurückgesetzten Ausschnitt, wo sich der Freizeitbereich mit einer kleinen Außenterrasse befindet. Im Süden und Osten ist das Bauwerk vom Nachbargebäude 3Eleven umgeben. 606 West 30th Street beherbergt 277 Wohneinheiten, darunter 70 geförderte Wohnungen für Geringverdiener. Er bietet für seine Bewohner in der 30. Etage einen Innenpool, eine Sauna, eine Lounge und eine Coworking-Lounge, ein Fitnesscenter, ein Kinderspielzimmer mit Medienzentrum sowie eine möblierte Dachterrasse mit Grillmöglichkeiten. Des Weiteren befinden sich im Gebäudesockel 1300 m² Einzelhandelsfläche.